# Olympische Winterspiele 1936/Bob – Zweierbob (Männer)
Beim Zweierbob der Männer bei den Olympischen Winterspielen 1936 fanden insgesamt vier Läufe statt.
Die ersten beiden Läufe wurden am 14. Februar ausgetragen. Der dritte und vierte Lauf fand einen Tag später statt. Wettkampfstätte war die Olympia-Bobbahn Rießersee.
Die Amerikaner hatten Spezialbobs mitgebracht, die sich für die Bahn in Rießersee als besonders geeignet erwiesen, doch konnte auch das von den Schweizern konstruierte – und auch von den Belgiern und Holländern verwendete – gefallen. Nach dem ersten Tag führten die US-Amerikaner Ivan Brown und Alan Washbond, die im ersten Lauf Bestzeit fuhren und im zweiten Lauf Rang 2 belegten. Die Schweizer Fritz Feierabend und Joseph Beerli stießen dank Bahnrekord im zweiten Lauf noch von Rang 6 auf Rang 2 vor. Vorerst lagen die Schweizer Reto Capadrutt und Charles Bouvier auf Rang 3 hinter den US-Amerikanern Gilbert Colgate und Richard Lawrence.
Die Bahnverhältnisse verschlechterten sich am zweiten Wettkampftag wegen wärmerer Temperaturen, besonders auf dem letzten Streckenteil vor der Zielkurve. Der Schweizer Bob von Capadrutt startete nun als Erster, was ein Nachteil war, denn die nachfolgenden Teams konnten schon deshalb bessere Zeiten erzielen, weil die Schweizer eine gute Spur gelegt hatten. Brown und Washbond waren deutlich schneller, erst nach sechs Fahrten unterbot Colgate diese Zeit. Fritz Feierabend stellte dann eine weitere Bestzeit auf. Im letzten Durchgang sorgte Colgate für eine fabelhafte Zeit. Der deutsche Pilot Fritz Grau zeigte sich ebenfalls verbessert, ehe es durch Capadrutt einen neuen Bahnrekord für Zweierbobs gab. Dem US-Bob mit Brown, der für die Goldmedaille unter 1:21,73 min fahren musste, gelangen 1:20,38 min. Einen Unfall erlitten die Luxemburger Henri Koch / Gustav Wagner, welche die Bayernkurve zu hoch genommen hatten und über die Bahn hinauskamen; sie wurden vom sofort zur Stelle gewesenen Sanitätsdienst abtransportiert. Während Bremser Wagner nur leichte Schürfungen erlitt, trug Pilot Koch ziemlich schwere Quetschungen und eine Schnittwunde davon.

## Ergebnisse
| Rang | Nation             | Athleten                                  | Lauf        | Lauf        | Lauf        | Lauf        | Gesamt      |
| Rang | Nation             | Athleten                                  | 1           | 2           | 3           | 4           | Gesamt      |
| ---- | ------------------ | ----------------------------------------- | ----------- | ----------- | ----------- | ----------- | ----------- |
| 1    | Vereinigte Staaten | Ivan Brown Alan Washbond                  | 1:22,50 min | 1:21,02 min | 1:25,39 min | 1:20,38 min | 5:29,29 min |
| 2    | Schweiz            | Fritz Feierabend Joseph Beerli            | 1:26,34 min | 1:20,31 min | 1:24,11 min | 1:19,88 min | 5:30,64 min |
| 3    | Vereinigte Staaten | Gilbert Colgate Richard Lawrence          | 1:25,06 min | 1:21,94 min | 1:24,80 min | 1:22,16 min | 5:33,96 min |
| 4    | Großbritannien     | Frederick McEvoy James Cardno             | 1:25,61 min | 1:23,85 min | 1:28,58 min | 1:22,21 min | 5:40,25 min |
| 5    | Deutsches Reich    | Hanns Kilian Hermann von Valta            | 1:27,29 min | 1:24,24 min | 1:26,63 min | 1:23,85 min | 5:42,01 min |
| 6    | Deutsches Reich    | Fritz Grau Albert Brehme                  | 1:30,66 min | 1:23,33 min | 1:26,94 min | 1:23,78 min | 5:44,71 min |
| 7    | Schweiz            | Reto Capadrutt Charles Bouvier            | 1:25,45 min | 1:23,69 min | 1:34,09 min | 1:23,00 min | 5:46,23 min |
| 8    | Belgien            | René Lunden Eric De Spoelberch            | 1:25,82 min | 1:24,35 min | 1:32,31 min | 1:23,80 min | 5:46,28 min |
| 9    | Belgien            | Max Houben Martial Van Schelle            | 1:31,73 min | 1:24,05 min | 1:26,13 min | 1:25,41 min | 5:47,32 min |
| 10   | Niederlande        | Willem Gevers Samuel Dunlop               | 1:31,41 min | 1:24,99 min | 1:25,71 min | 1:26,00 min | 5:48,11 min |
| 11   | Italien            | Edgardo Vaghi Dario Poggi                 | 1:30,03 min | 1:25,66 min | 1:29,04 min | 1:26,29 min | 5:51,02 min |
| 12   | Italien            | Antonio Brivio Carlo Solveni              | 1:33,38 min | 1:27,85 min | 1:25,78 min | 1:24,20 min | 5:51,21 min |
| 13   | Österreich         | Hans Stürer Hans Rottensteiner            | 1:28,12 min | 1:25,20 min | 1:30,55 min | 1:28,13 min | 5:52,00 min |
| 14   | Frankreich         | Jean d’Aulan Jacques Bridou               | 1:32,49 min | 1:25,59 min | 1:28,93 min | 1:27,80 min | 5:54,81 min |
| 15   | Rumänien           | Alexandru Frim Tiţă Rădulescu             | 1:29,96 min | 1:27,26 min | 1:34,06 min | 1:24,73 min | 5:56,01 min |
| 16   | Rumänien           | Alexandru Budișteanu Dumitru Gheorghiu    | 1:30,37 min | 1:27,58 min | 1:34,11 min | 1:26,85 min | 5:58,91 min |
| 17   | Tschechoslowakei   | Gustav Leubner Wilhelm Blechschmidt       | 1:32,53 min | 1:29,23 min | 1:31,59 min | 1:26,12 min | 5:59,47 min |
| 18   | Liechtenstein      | Eduard Theodor von Falz-Fein Eugen Büchel | 1:30,96 min | 1:26,91 min | 1:35,27 min | 1:28,20 min | 6:01,94 min |
| 19   | Österreich         | Hans Volckmar Anton Kaltenberger          | 1:33,71 min | 1:26,28 min | 1:30,50 min | 1:31,81 min | 6:02,30 min |
| 20   | Tschechoslowakei   | Josef Lanzendörfer Karel Růžička          | 1:31,40 min | 1:28,90 min | 1:36,57 min | 1:32,83 min | 6:09,70 min |
| 21   | Frankreich         | Anatole Bozon Émile Kleber                | 1:41,99 min | 1:31,92 min | 1:35,09 min | 1:31,07 min | 6:20,07 min |
| 22   | Luxemburg          | Raoul Weckbecker Géza Wertheim            | 1:45,41 min | 1:33,95 min | 1:35,96 min | 1:37,47 min | 6:32,79 min |
| –    | Luxemburg          | Henri Koch Gustav Wagner                  | 1:42,02 min | 1:31,91 min | 1:29,76 min | DNF         | DNF         |